# Achille Baquet
Achille Joseph Baquet (15 november 1885 - 20 november 1956) was een Amerikaanse jazz-klarinettist en saxofonist.
Baquet kwam uit een muzikale familie: zijn vader Theogene Baquet was leider van de Excelsior Brass Band en zijn broers Harold en George waren ook muzikanten. De gebroeders Baquet waren topspelers in de jaren nul van de twintigste eeuw in New Orleans.
Hij leerde klarinet spelen bij Luis Tio en speelde bij de Original Dixieland Jazz Band, Papa Jack Laines Reliance Brass Band en het Happy Schilling Dance Orchestra. Mogelijk was hij ook lid van de Whiteway Jazz Band. Baquet schreef met Jimmy Durante de song Why Cry Blues. Waarschijnlijk heeft hij met Yellow Nunez het nummer Livery Stable Blues geschreven.